# 美禄县
美禄县（越南语：／）是越南南定省历史上的一个旧县。面积72.7平方千米，2019年总人口75214人。

## 地理
美禄县北接河南省里仁县和平陆县；西南接务本县；南接南定市；东接太平省武舒县。

## 历史
2003年11月14日，美兴社、美盛社和美城社析置美禄市镇。
2024年7月23日，越南国会常务委员会通过决议，自2024年9月1日起，美禄县并入南定市。

## 行政区划
美禄县下辖1市镇10社，县莅美禄市镇。
- 美禄市镇（Thị trấn Mỹ Lộc）
- 美河社（Xã Mỹ Hà）
- 美兴社（Xã Mỹ Hưng）
- 美福社（Xã Mỹ Phúc）
- 美新社（Xã Mỹ Tân）
- 美城社（Xã Mỹ Thành）
- 美胜社（Xã Mỹ Thắng）
- 美盛社（Xã Mỹ Thịnh）
- 美顺社（Xã Mỹ Thuận）
- 美进社（Xã Mỹ Tiến）
- 美中社（Xã Mỹ Trung）